# Żołądź (ornament)
Żołądź – motyw dekoracyjny kształtem przypominający żołądź, wprowadzony do ornamentyki w XVI w. i używany w ciągu dwóch następnych stuleci, zwłaszcza w meblarstwie, a także w ceramice (np. na pokrywach naczyń).